# 25301 Ambrofogar
25301 Ambrofogar (1998 XZ2) (IPA: /ˌambroˈfɔːgar/) là một tiểu hành tinh vành đai chính được phát hiện ngày 7 tháng 12 năm 1998 bởi M. Tombelli và A. Boattini ở San Marcello Pistoiese.
It takes his name from the famous Italian lone yachtsman Ambrogio Fogar.